# چرنی اوسام
چرنی اوسام (به بلغاری: Cherni Osam) یک منطقهٔ مسکونی در بلغارستان است که در شهرستان ترویان واقع شده‌است.
 چرنی اوسام  ۹۳۵ نفر جمعیت دارد و ۵۵۰ متر بالاتر از سطح دریا واقع شده‌است.